# Arbeitnehmererfindung
Eine Arbeitnehmererfindung (Diensterfindung) ist eine patentfähige oder gebrauchsmusterfähige Erfindung, die ein Arbeitnehmer im Rahmen seiner Dienstpflicht gemacht hat. Nach dem Gesetz über Arbeitnehmererfindungen hat der Arbeitgeber grundsätzlich Anspruch auf die Rechte an der Diensterfindung, der Arbeitnehmer dagegen lediglich einen ausgleichenden Anspruch auf Vergütung. Besondere Bestimmungen gelten auch nach Abschaffung des sog. Hochschullehrerprivilegs für die Erfindungen der an einer Hochschule Beschäftigten. Im Gesetz ist auch die Behandlung von solchen schöpferischen Leistungen von Arbeitnehmern geregelt, die nicht durch ein Patent oder ein Gebrauchsmuster schützbar oder anderweitig schutzrechtsfähig sind, aber die Leistungsfähigkeit eines Unternehmens verbessern („technische Verbesserungsvorschläge“).
Die gesetzliche Regulierung von Arbeitnehmererfindungen ist notwendig, da hier zwei Interessen kollidieren, nämlich das Arbeitsrecht, nach dem das Ergebnis der Arbeit des Arbeitnehmers dem Arbeitgeber zusteht, und das Recht des geistigen Eigentums, welches entsprechend dem so genannten „Erfinderprinzip“ die Rechte an einer Erfindung beim Erfinder ansiedelt.
International existieren in den meisten Industriestaaten vergleichbare Gesetze, welche die Rechte und Pflichten von Arbeitnehmern und Arbeitgebern regeln, mit teils ähnlichen (Dänemark,
Finnland, Norwegen und Schweden), teils aber völlig abweichenden Ergebnissen.

## Allgemeines in Deutschland
Das Arbeitnehmererfindergesetz schafft einen Interessensausgleich zwischen dem Arbeitgeber und dem Arbeitnehmer, der im Rahmen seiner Tätigkeit eine Erfindung im Sinne des Patentgesetzes getätigt hat.
Arbeitnehmer im Sinne des Arbeitnehmererfindungsgesetzes sind Arbeitnehmer im privaten und im öffentlichen Dienst, sowie Beamte und Soldaten (§ 1 ArbnErfG)
Nach § 6 PatG steht dem Erfinder ein Recht auf das Patent zu. Bei Erfindungen von Arbeitnehmern besteht ein Konflikt zwischen diesem originären Erfinderrecht des Arbeitnehmers einerseits und dem Anspruch des Arbeitgebers auf das Arbeitsergebnis andererseits. Ein Interessensausgleich wird dadurch geschaffen, dass der Arbeitgeber grundsätzlich einen Anspruch auf die Diensterfindung hat, der Arbeitnehmer zum Ausgleich aber einen Vergütungsanspruch erwirbt.
Dies gilt jedoch nur für so genannte Diensterfindungen. Das sind Erfindungen, die während der Dauer des Arbeitsverhältnisses gemacht wurden und aus der dem Arbeitnehmer im Betrieb obliegenden Tätigkeit entstanden sind oder maßgeblich auf Erfahrungen oder Arbeiten des Betriebes beruhen. Damit wird dem Anteil des Arbeitgebers an der Erfindung Rechnung getragen. Die übrigen Erfindungen sind so genannte freie Erfindungen.
Will der Arbeitgeber eine Offenbarung der Erfindung vermeiden, da er beispielsweise Betriebsgeheimnisse nicht preisgeben will, so kann er eine Diensterfindung auch als Betriebsgeheimnis behandeln. Der Arbeitgeber verzichtet dann auf eine Patent- oder Gebrauchsmusteranmeldung, jedoch erwirbt der Erfinder ebenfalls einen Vergütungsanspruch.
Öffentliche Hochschulen überlassen die Patentanmeldung und wirtschaftliche Verwertung der Arbeitnehmererfindungen oft regionalen Patentverwertungsstellen, da sie selbst meist nicht über die dazu erforderlichen spezialisierten Ressourcen verfügen. Die Patentverwertungsstellen werden in vielen Fällen von den Bundesländern subventioniert, teils mit einer Vollförderung von 100 Prozent, da sie eine Kostendeckung nicht erreichen. Aufgrund einer solchen Förderung besteht oft nur ein geringer Anreiz, die aufgekauften Patente konsequent zu verwerten, wodurch die Erfinder nur geringe Vergütungen erhalten. Diese Probleme in der Patentverwertung wurden jedoch in Deutschland bisher noch nicht systematisch evaluiert.

## Geschichte
1936 begründete das deutsche Patentgesetz erstmals die primäre Eigentumsrechtszuordnung einer Erfindung an den Erfinder. Der Rechtsübergang vom angestellten Erfinder an den Arbeitgeber war nicht geregelt.
1942 trat die sogenannte Göring-Speer-Verordnung in Kraft, mit der Erfindungen von Arbeitnehmern insbesondere für die Rüstung „tatkräftig gefördert, ausgewertet und geschützt“ werden sollten.
1957 wurde auf Basis der Göring-Speer-Verordnung das deutsche Gesetz über Arbeitnehmererfindungen (ArbnErfG) in Kraft gesetzt.
Am 1. Oktober 2009 trat das Patentmodernisierungsgesetz in Kraft, welches insbesondere das Arbeitnehmererfindungsgesetz betrifft.

## Verfahren

### Erfindungsmeldung
Der Arbeitnehmer muss die Diensterfindung dem Arbeitgeber unverzüglich, gesondert und in Textform melden. In der Erfindermeldung muss der Arbeitnehmer die technische Aufgabe, ihre Lösung und das Zustandekommen der Diensterfindung beschreiben. Die Erfindungsmeldung ist als solche kenntlich zu machen. Die Verletzung der Meldepflicht kann einen Schadensersatzanspruch des Arbeitgebers gegenüber dem Arbeitnehmer begründen und arbeitsrechtliche Konsequenzen bis hin zur Kündigung des Arbeitnehmers haben. Gemäß dem vor dem 1. Oktober 2009 geltenden Recht war für Erfindungsmeldung die Schriftform erforderlich, das heißt eigenhändige Unterschrift. Seit dem 1. Oktober 2009 ist lediglich die Textform erforderlich. Die Erfindungsmeldung kann daher nun ohne Unterschrift an den Arbeitgeber beispielsweise durch Telefax oder E-Mail übermittelt werden. Bei mehreren Erfindern empfiehlt sich eine gemeinschaftliche Erfindungsmeldung.
Der Arbeitgeber muss den Eingang der Erfindungsmeldung unverzüglich und in Textform bestätigen. Er kann die Erfindungsmeldung innerhalb von zwei Monaten beanstanden, falls diese unvollständig ist. Die Beanstandungserklärung unterliegt keinen Formvorschriften und kann somit auch mündlich erfolgen. Mit Ablauf von zwei Monaten gilt die Erfindungsmeldung als ordnungsgemäß.
Wenn der Arbeitgeber die gemeldete Erfindung nicht innerhalb von vier Monaten nach Eingang der ordnungsgemäßen Erfindungsmeldung freigibt, gilt die Diensterfindung als in Anspruch genommen. Die Freigabeerklärung hat in Textform zu erfolgen und kann daher ebenfalls durch Telefax oder E-Mail übermittelt werden. Erfolgt keine Freigabeerklärung innerhalb von vier Monaten, gehen alle Rechte an der Diensterfindung von dem Arbeitnehmer auf den Arbeitgeber über. Dies steht im Gegensatz zu der Regelung, die vor dem 1. Oktober 2009 gültig war, wonach die Erfindung frei wurde, wenn innerhalb von vier Monaten keine Inanspruchnahme durch den Arbeitgeber erfolgte. Durch die nun geltende Regelung wird sichergestellt, dass der Arbeitgeber seine Rechte an einer Erfindung nicht verliert, weil er eine rechtzeitige Inanspruchnahme versäumt, wie es in der Vergangenheit vor allem in kleinen und mittelständischen Unternehmen oft der Fall war. Die Möglichkeit der beschränkten Inanspruchnahme ist seit dem 1. Oktober 2009 entfallen.
Der Arbeitgeber muss eine gemeldete Diensterfindung (grundsätzlich unabhängig davon, ob er sie in Anspruch nimmt oder nicht) entweder im Inland als Patent anmelden oder sie unverzüglich freigeben. Diese Verpflichtung zur Anmeldung besteht auch dann, wenn nach Meinung des Arbeitgebers im Gegensatz zur Meinung des Arbeitnehmers die Erfindung nicht schutzfähig ist. Die Anmeldepflicht entfällt nur dann, wenn die Erfindung von dem Arbeitgeber freigegeben wurde, der eindeutige Wille des Arbeitnehmers zu erkennen ist, von einer Schutzrechtsanmeldung abzusehen, oder die Voraussetzungen einer betriebsgeheimen Erfindung vorliegen. Ausnahmsweise kann der Arbeitgeber eine Erfindung auch als Gebrauchsmuster anmelden, wenn dies zweckdienlicher erscheint. Der Arbeitgeber hat auch das Recht, die Erfindung im Ausland anzumelden. Vor Ablauf des Prioritätsjahres muss der Arbeitgeber dem Arbeitnehmer mitteilen, ob und in welchem Land er die Erfindung anmeldet, und dem Erfinder die Anmeldung für diejenigen Länder freigeben, in welchen er keine Anmeldung tätigen will. Der Arbeitgeber muss den Erfinder stets über den Verlauf der Anmeldung informieren und kann die Erfindung nur mit Einverständnis des Erfinders aufgeben. In der Regel muss der Arbeitgeber dem Arbeitnehmer dann jedoch die Möglichkeit geben, die Anmeldung selbst zu übernehmen.
Freie Erfindungen muss der Arbeitnehmer dem Arbeitgeber unverzüglich und in Textform mitteilen. Der Arbeitnehmer kann seit dem 1. Oktober 2009 Telefax oder E-Mail zur Übermittlung der Mitteilung verwenden. Die Mitteilungspflicht entfällt nur dann, wenn die Erfindung offensichtlich im Arbeitsbereich des Arbeitgebers nicht verwendbar ist. Im Zweifelsfall sollte eine Meldung der Erfindung durch den Arbeitnehmer immer erfolgen, um Schadensersatzansprüche des Arbeitgebers und arbeitsrechtliche Konsequenzen auszuschließen. Die Mitteilung muss detaillierte Information über die Erfindung und ihre Entstehung enthalten, so dass der Arbeitgeber deren Einstufung als freie Erfindung bzw. Diensterfindung zuverlässig beurteilen kann. Aus der Mitteilung muss ebenfalls hervorgehen, dass der Arbeitnehmer die Erfindung als freie Arbeitnehmererfindung ansieht. Der Arbeitgeber kann innerhalb einer Frist von drei Monaten bestreiten, dass es sich bei der Erfindung um eine freie Erfindung handelt. Wenn die freie Erfindung in den Arbeitsbereich des Betriebes fällt, muss der Arbeitnehmer dem Arbeitgeber eine nichtausschließliche Benutzung zu angemessenen Bedingungen anbieten, bevor er die Erfindung während der Dauer des Arbeitsverhältnisses anderweitig verwertet.

### Unbeschränkte Inanspruchnahme
Bis zum 30. September 2009 galt, dass innerhalb von 4 Monaten ab dem Zeitpunkt des Eingangs der Erfindungsmeldung der Arbeitgeber die Rechte an der Erfindung an sich ziehen kann. Dies erfolgte durch die so genannte Inanspruchnahme (§ 6, § 7 ArbnErfG), die eine einseitige, zustellungsbedürftige Willenserklärung des Arbeitgebers darstellt und schriftlich erfolgen muss. Die fristgerechte Erklärung der Inanspruchnahme war zur Wahrung der Rechte des Arbeitgebers wichtig, da andernfalls später ein eventueller Verlust des (ohne Inanspruchnahme angemeldeten) entsprechenden Patents oder Gebrauchsmusters an den Arbeitnehmer drohen konnte.
Durch das Gesetz zur Vereinfachung und Modernisierung des Patentrechtes, welches am 1. Oktober 2009 in Kraft trat, gilt die Inanspruchnahme als erklärt, wenn der Arbeitgeber die Erfindung nicht bis zum Ablauf von vier Monaten nach Eingang der Erfindungsmeldung freigibt.
Als Ausgleich dafür, dass der Arbeitnehmer durch die Inanspruchnahme des Arbeitgebers die Rechte an seiner Erfindung verliert, entsteht mit der Inanspruchnahme der Vergütungsanspruch des Arbeitnehmers gegenüber dem Arbeitgeber (§ 9 ArbnErfG). Der Arbeitgeber ist nach der Erfindungsmeldung zur unverzüglichen Schutzrechtsanmeldung (Patent oder Gebrauchsmuster) verpflichtet.

### Beschränkte Inanspruchnahme
Vor dem 1. Oktober 2009 konnte der Arbeitgeber die Erfindung auch nur beschränkt in Anspruch nehmen, wodurch er nur ein nichtausschließliches Benutzungsrecht an der Erfindung erwarb. Für dieses hatte der Arbeitnehmer jedoch ebenfalls einen Vergütungsanspruch gegenüber dem Arbeitgeber, jedoch nur, wenn dieser die Erfindung benutzt, da der Arbeitgeber keine sonstigen Vorteile (z. B. durch Sperrwirkung oder Vorratswirkung) genießt. In der Praxis war die beschränkte Inanspruchnahme aufgrund der Vergütungsproblematik jedoch nur selten anzutreffen.
Durch das Gesetz zur Vereinfachung und Modernisierung des Patentrechtes, welches am 1. Oktober 2009 in Kraft trat, ist die beschränkte Inanspruchnahme weggefallen.

## Vergütungsanspruch
Der Vergütungsanspruch richtet sich nach den vom Bundesminister für Arbeit erlassenen ArbNEG-Richtlinien, Text unten unter Weblinks.

## Situation in Österreich
Die Rechte und Pflichten von Dienstnehmern und Dienstgebern in Zusammenhang mit Erfindungen sind in den §§ 6–19 des österreichischen Patentgesetzes (PatG) geregelt.
§ 7 PatG definiert die Bedingungen, damit eine Diensterfindung vorliegt. Es muss eine diesbezügliche schriftliche Vereinbarung zwischen Dienstnehmer und Dienstgeber oder ein Kollektivvertrag darüber vorliegen, die Erfindung muss in das Arbeitsgebiet des Unternehmens fallen, in dem der Dienstnehmer tätig ist, und zumindest eine der drei weiteren Voraussetzungen muss ebenfalls erfüllt sein:
- die Tätigkeit, die zu der Erfindung geführt hat, muss zu den dienstlichen Obliegenheiten des Dienstnehmers gehören, oder
- der Dienstnehmer muss die Anregung zu der Erfindung durch seine Tätigkeit im Unternehmen erhalten haben, oder
- das Zustandekommen der Erfindung muss durch die Benützung der Erfahrungen oder der Hilfsmittel des Unternehmens wesentlich erleichtert worden sein.

Wenn eine Diensterfindung vorliegt, hat der Dienstnehmer sie unverzüglich dem Dienstgeber zu melden, dieser hat gemäß § 12 PatG das Recht, sie innerhalb von 4 Monaten mit einer einseitigen Erklärung in Anspruch zu nehmen (die Frist von 4 Monaten wird durch manche Kollektivverträge auf 3 Monate verkürzt). Wenn der Dienstgeber die Frist versäumt wird die Erfindung frei und der Dienstnehmer kann darüber nach Belieben verfügen.
Als Gegenleistung für die Überlassung einer Erfindung hat der Dienstnehmer das Recht auf eine angemessene Vergütung, sofern er nicht ausdrücklich zur Erfindertätigkeit angestellt und entsprechend entlohnt wird (§ 8 PatG).
Die Höhe der Vergütung bestimmt sich nach § 9 PatG nach dem Nutzen, den das Unternehmen aus der Erfindung zieht. Dieser Nutzen kann mit der vom Obersten Gerichtshof (OGH) bevorzugten Methode der Lizenzanalogie, durch Bestimmung des innerbetrieblichen Nutzens oder durch Schätzung ermittelt werden.
Der Anteil der Erfahrungen, Hilfsmittel und Vorarbeiten des Unternehmens reduziert die Höhe der Vergütung.
Ein besonderer Schutz des Dienstnehmers wird durch § 17 PatG erzielt, wonach die Rechte des Dienstnehmers durch Vereinbarung weder aufgehoben noch beschränkt werden können.
§ 19 PatG legt fest, dass die Ansprüche von Dienstnehmer und Dienstgeber innerhalb von 3 Jahren verjähren. § 20 PatG definiert den Anspruch des Erfinders auch als solcher öffentlich genannt zu werden.